# لیندون (یوتا)
لیندون (به انگلیسی: Lindon) شهری در ایالت یوتا کشور ایالات متحده آمریکا است که جمعیت آن در سرشماری سال ۲۰۱۰ میلادی، ۱۰٬۰۷۰ نفر بوده‌است.